# قيصوب جنوبي
القيصوب الجنوبي أو القيصوب الأسترالي أو الغاب أو البردي أو البوص نوع نباتي عشبي معمر ينتمي إلى جنس القيصوب من الفصيلة النجيلية واسمه (باللاتينية: Phragmites australis). سمي هذا النوع بالجنوبي (باللاتينية: australis) نسبة إلى النصف الجنوبي للكرة الأرضية.
يوجد منه عدة أنوعة:
- الفئة الأوروبية (باللاتينية: Phragmites australis subsp. australis)
- الفئة الأمريكية (باللاتينية: Phragmites australis subsp. americanus)
- (باللاتينية:  				Phragmites australis subsp. chrysanthus (Mabille) Kerguélen)

## الانتشار
ينتشر في كثير من مناطق العالم من أستراليا إلى أوروبا وأمريكا الشمالية.

## التأقلم
القيصوب الجنوبي من أهم النباتات التي تنتشر في البيئات المائية العذبة مثل شواطئ البحيرات وضفاف الأنهار والترع والمصارف. يتميز القيصوب بسرعة الانتشار نظراً لتأقلمه مع البيئة وقدرته الفائقة على التنافس، فهو يتميز بالسيادة على النباتات المائية المصاحبة له، لذا يعتبر نباتاً مجتاحاً في كثير من البلدان مثل كندا والولايات المتحدة.

## الوصف النباتي
القيصوب نبات معمر ينتشر عن طريق الجذامير ويصل ارتفاعه إلى 3 أمتار. النبات ذو مجموع خضري وفير وذو إنتاجية عالية في وحدة المساحة. تنتهي الساق بقمة تُسمى الشّمراخ. يحتوي على العديد من الفروع، كل فرع ينتهي بتجمّع زهري يُسَمَّى السنيبلات.

## استخداماته البيئية
يستخدم القيصوب في معالجة مياه الصرف الصحي وإزالة الروائح الكريهة منها وتنقيتها في كثير من البلدان الأوروبية مثل بريطانيا والدنمارك. يزرع أيضاً على جوانب الطرق وضفاف المجاري المائية لمنع انجراف التربة.

## الجذر
جذر نبات البردي كما هو الحال في نباتات الفلقة الواحدة إلا أنه تكيف المعيشة المائية أو شبه المائية حيث تزداد الغرف الهوائية لنموها في وسط مائي فقير بالأوكسجين لذلك حاجة النبات إلى استخدام الجذور في امتصاص الماء تقل فنجد درجة تفرع الجذور لتكون الشعيرات الجذرية يقل بزيادة كمية الماء، وهذا يمثل تكيفا تركيبيا للعرض والطلب في البيئة.

## الساق
الساق الرئيسي لنبات البردي رايزومي تنشأ منه سيقان طويلة اسطوانية تحمل في نهايتها الأزهار وكما هو الحال في نباتات ذوات الفلقتين يكون التركيب التشريحي للساق في ذوات الفلقة الواحدة إلا أن النسيج الأساسي فيه لا يتميز إلى القشرة والب كما أن الحزم الوعائية مبعثرة وكل حزمة وعائية محاطة بغمد مكون من خلايا سكلرنكيمية.والأهم أن الحزمة الوعائية لا تحتوي على كمبيوم.